# Мануфактурный магазин Бухарева
Мануфактурный магазин Бухарева — архитектурный памятник, расположенный в городе Каменск-Уральский, Свердловской области.
Решением № 535 Исполнительного комитета Свердловского областного Совета народных депутатов от 31 декабря 1987 года присвоен статус памятника архитектуры регионального значения.

## Архитектура
Здание было построено во второй половине XIX века в торговом квартале исторического центра города по улице Ленина (бывшая улица Большая Московская). Является частью панорамы торговых зданий вместе с корпусом гостиного двора.
Кирпичное одноэтажное здание на бутовом непрерывном фундаменте, главным является южный фасад. Кровля скатная, шиферная по деревянным стропилам. План здания представляет собой вытянутый прямоугольник поставленный по оси север-юг, перпендикулярно улице. Композиция фасада симметрична. Центральную ось выделяет широкий дверной проём, а выше стену завершает небольшой аттик. По обе стороны от двери находятся два высоких окна. Их проёмы украшают рельефные наличники с элементами лекального кирпича. В нижней части расположен рельефный карниз с выступающими лопатками. Профиль карниза этим же рисунком продлён на восточный фасад. Композиция восточного фасада асимметрична, он разделён выступающей лопаткой на две неравные части. В ближней к улице Ленина части продолжены элементы декора как у южного фасада. В правой, дальней от улицы Ленина, части элементы декора упрощены. Северный и западный фасады оставлены без декора и проёмов.
В первоначальной планировке у здания было три входа: один со стороны улицы и два — с восточного фасада, сейчас входы с восточного и западного фасадов заложены, но сделан дополнительный вход с северного фасада. Поперечная стена делит прямоугольный план на две неравные части, соединенные между собой проёмом.
Мануфактурный магазин Бухарева является образцом компактной постройки торгового назначения в формах «кирпичного стиля» XIX века. Точный год постройки не установлен. Реставрационные работы не проводились.